# Kegelkopf
Der Kegelkopf ist ein 1959 m ü. NHN hoher Grasberg in den Allgäuer Alpen, bei dem sich zwei Gipfelpunkte (1959 m ü. NHN und 1935 m ü. NHN) unterscheiden lassen. Er trennt das Dietersbachtal und das Traufbachtal und bildet zusammen mit dem Fürschießer einen Teil der allgäutypischen Bergkulisse südlich von Oberstdorf.

## Besteigung
Auf den Kegelkopf führen keine markierten Wanderwege, sondern nur ein schwer zu findender Jägersteig. Daher wird er überwiegend von Einheimischen bestiegen. Wie die anderen Grasberge der Allgäuer Alpen hat der Kegelkopf eine sehr interessante Botanik, die besonders auf dem zur Krautersalpe hinabführenden Südost-Rücken mit der von Höfats oder Schneck verglichen werden kann.
Die auf der Südseite des Kegelkopfs liegende Giebelalpe ist schon seit vielen Jahrzehnten nicht mehr bewirtschaftet. Daher sind die noch in älteren Karten eingezeichneten Wege mittlerweile verfallen.

## Bilder

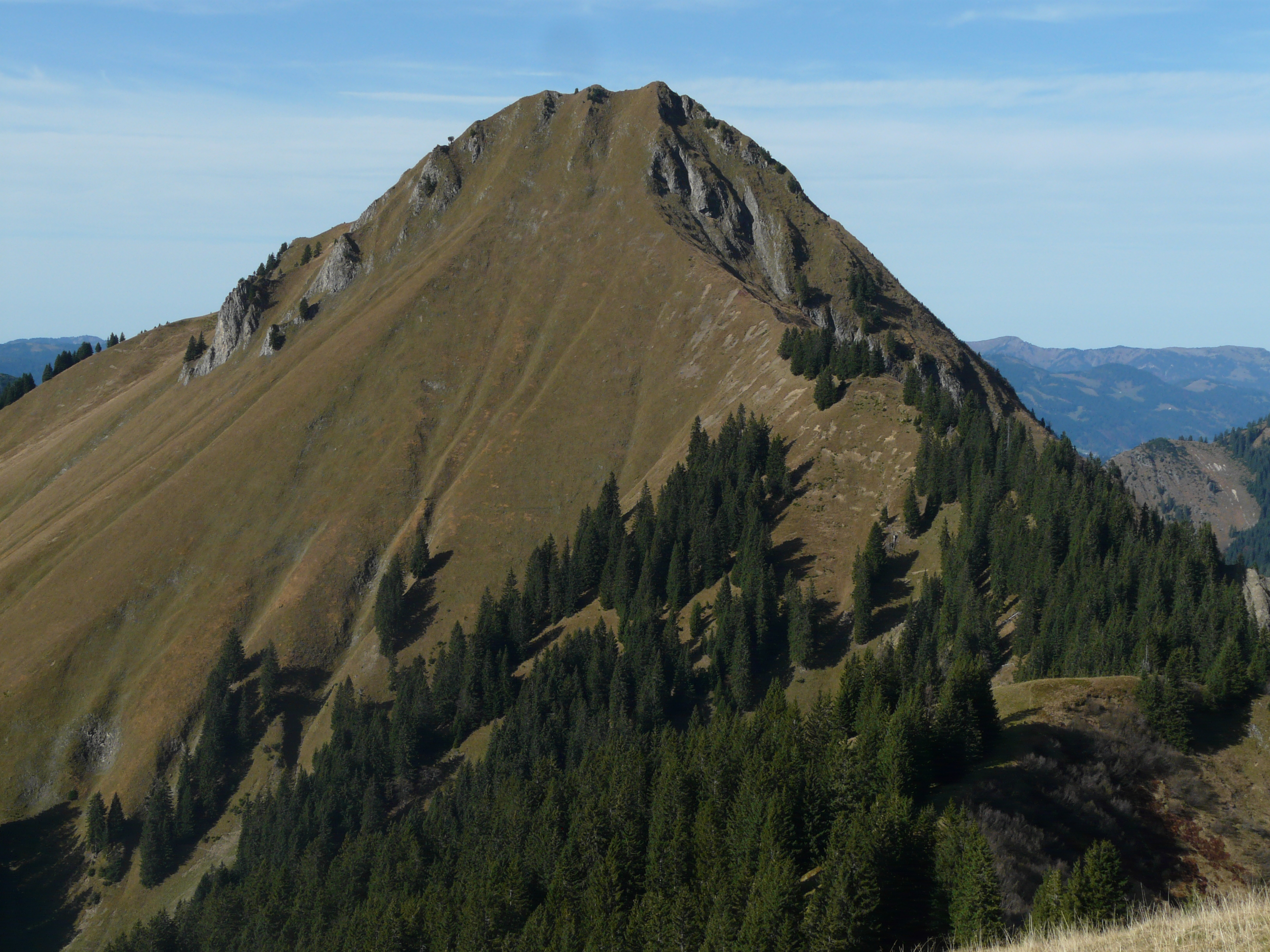
Kegelkopf von Südosten (beim Aufstieg zum Bettlerrücken)
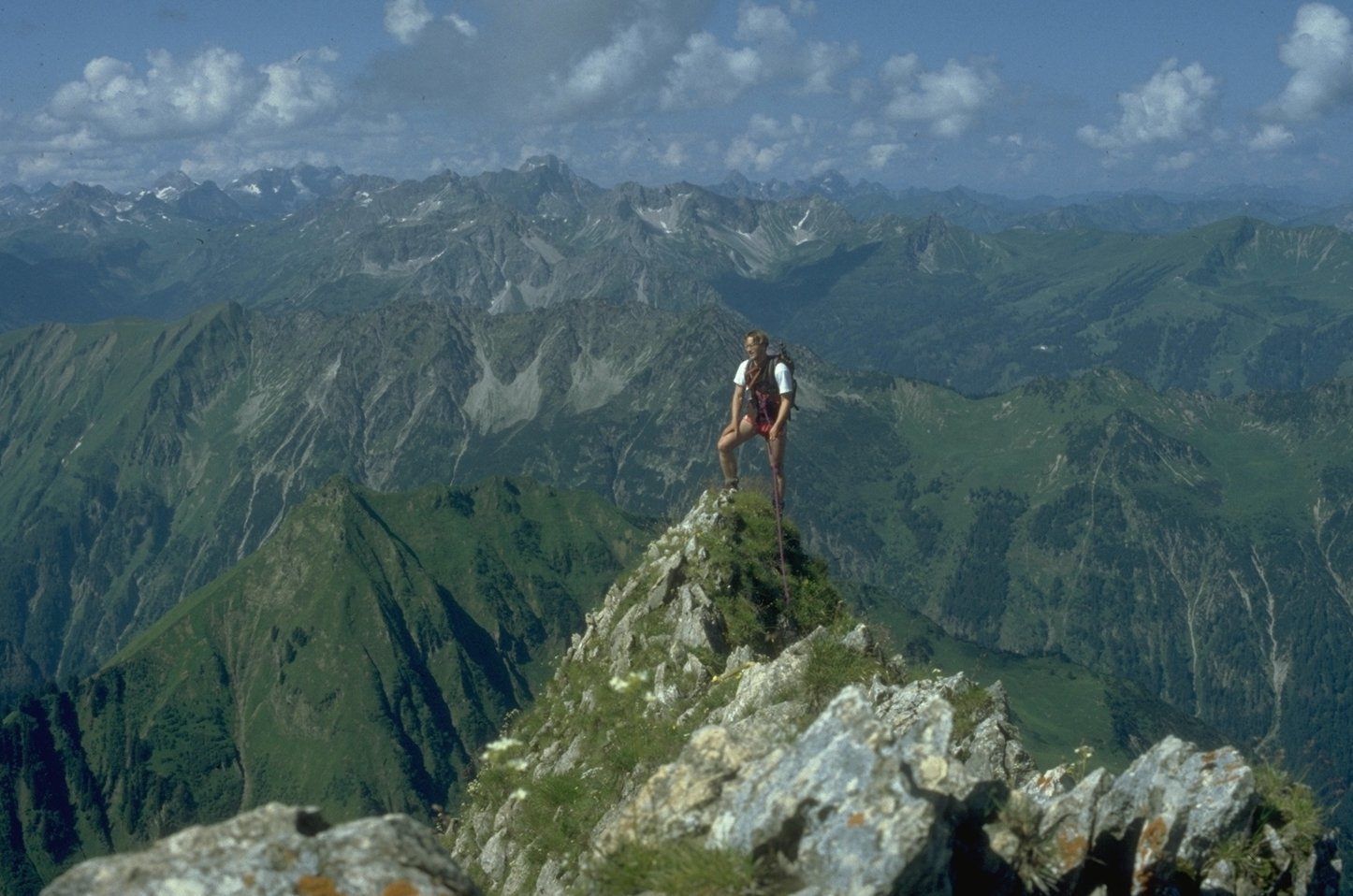
Kegelkopf vom Mittelgipfel der Höfats (links unterhalb des Bergsteigers)
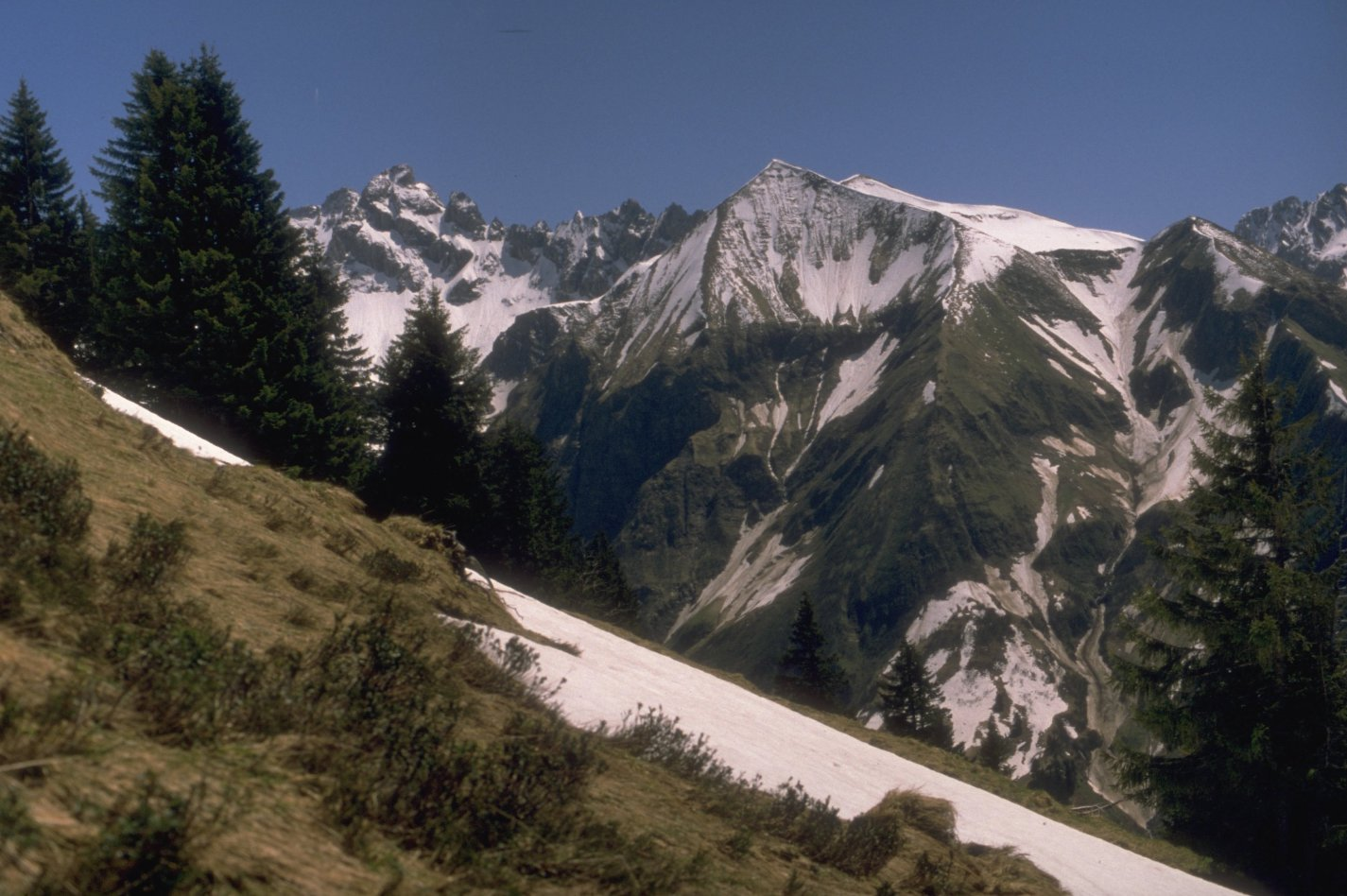
Fürschießer (rechts) und Krottenspitze (links) vom Weg zum Kegelkopf
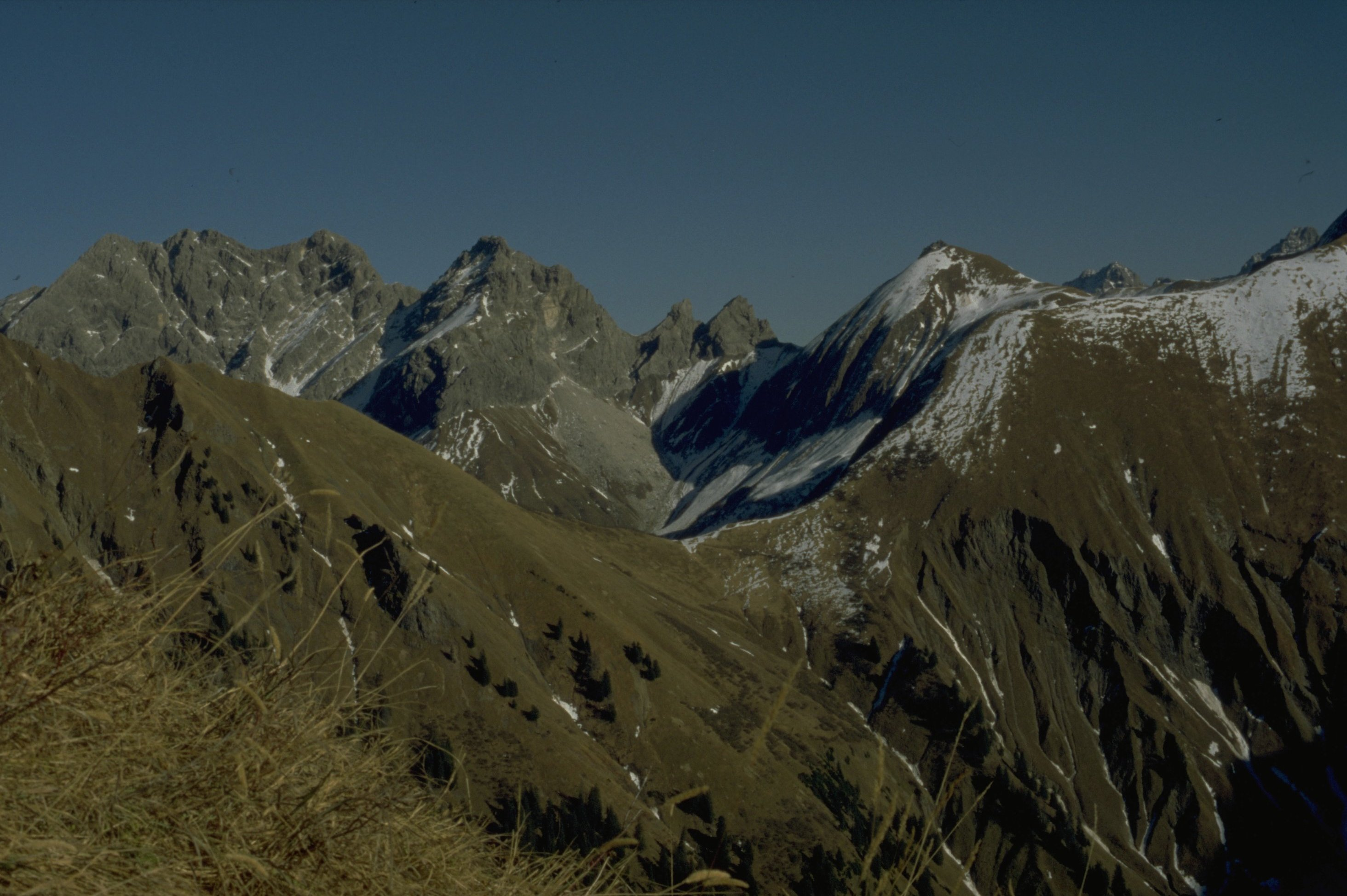
Von links: Großer Wilder, Kleiner Wilder, Nördliches, Südliches Höllhorn und Jochspitze vom Kegelkopf